# 思练镇
思练镇，是中华人民共和国广西壮族自治区来宾市忻城县下辖的一个乡镇级行政单位。

## 行政区划
思练镇下辖以下地区：
思练社区、练江村、新练村、桥头村、加毫村、梅岭村、皆洞村、厂上村、毛洞村、南闷村、宿邓村、沦贡村、石龙村、龙东村、里伴村和古银村。